# Niophis picticornis
Niophis picticornis là một loài bọ cánh cứng trong họ Cerambycidae.